# Ель-Кампільйо (Уельва)

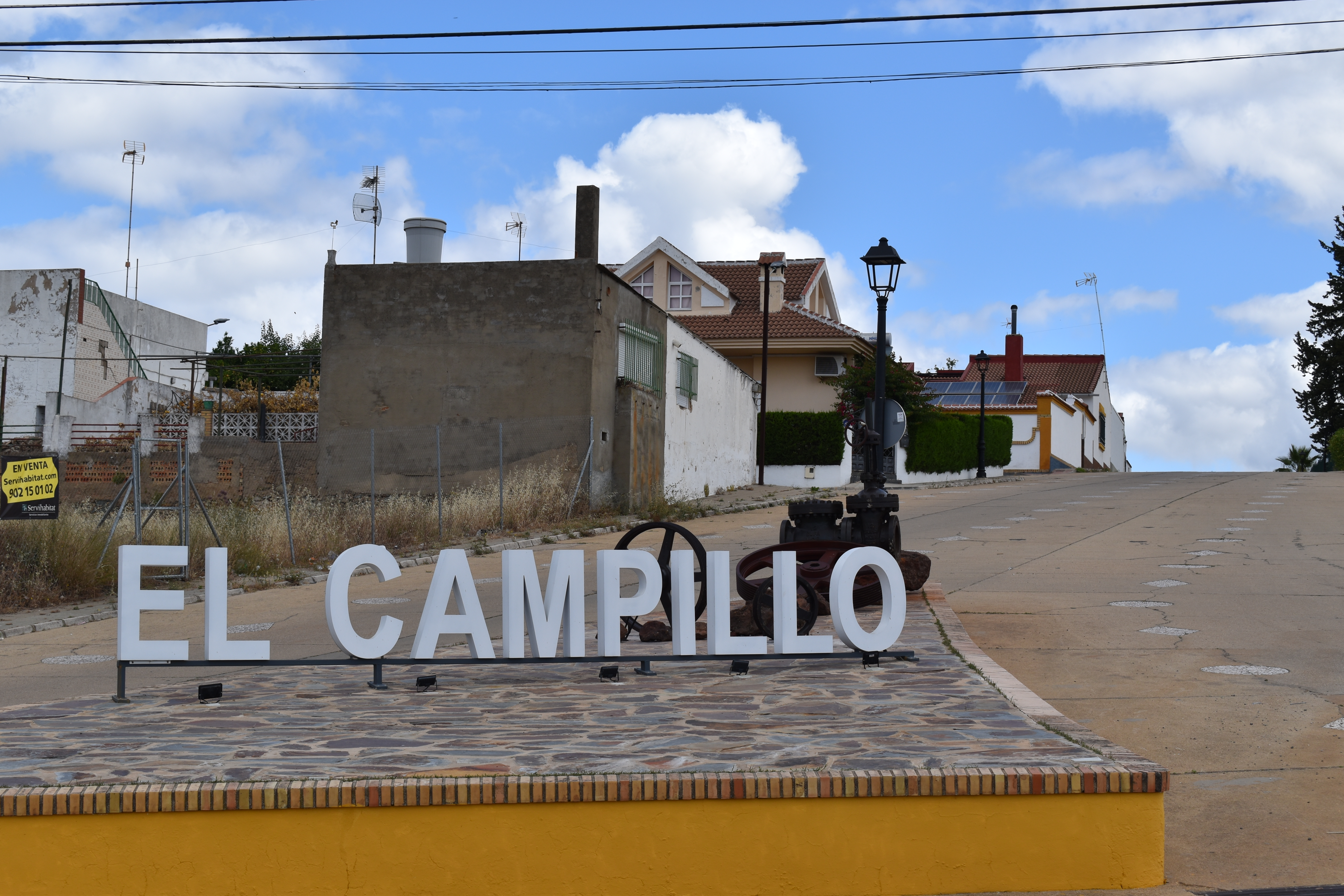

Ель-Кампільйо (ісп. El Campillo) — муніципалітет в Іспанії, у складі автономної спільноти Андалусія, у провінції Уельва. Населення — 2194 особи (2010).
Муніципалітет розташований на відстані близько 390 км на південний захід від Мадрида, 55 км на північний схід від Уельви.
На території муніципалітету розташовані такі населені пункти: (дані про населення за 2010 рік)
- Ель-Кампільйо: 2152 особи
- Трасласьєрра: 42 особи
- Ель-Сумахо: 0 осіб

## Демографія
Динаміка населення (INE ):